# Diecezja Guaxupé

Regional CNBB Leste 2.

Diecezja Guaxupé.

Diecezja Guaxupé (łac. Dioecesis Guaxupensis) – diecezja Kościoła rzymskokatolickiego w Brazylii. Należy do metropolii Pouso Alegre wchodzi w skład regionu kościelnego Leste II. Została erygowana przez papieża Benedykta XV w dniu 3 lutego 1916.